# Bulavinovo povstání
Bulavinovo povstání byla rebelie části kozáků, rolníků a nevolníků v letech 1707-1708 v Ruském carství. Své jméno získalo po vůdci povstání atamanovi Kondratiji Bulavinovi.

## Příčiny
V průběhu severní války se zvýšily nároky na rolníky, museli více pracovat, měli větší daňovou zátěž. Radikální reformy cara Petra I. Velikého, jehož cílem bylo „pozápadnit“ Ruské carství se setkaly s všeobecnou nespokojeností. Zbožné, hluboce konzervativní masy považovaly Petrovy reformy za urážku svého tradičního způsobu života a své pravoslavné víry. Petr byl dokonce přirovnáván k Antikristovi a považován za podvodníka, který se vydával za cara. Do toho carský aparát zasahoval do kozáckých práv a svobod, expanze ruského státu zasahovala do nalezišť soli, po kterých kozáci prahli pro uchovávání svých potravin. A mezi nespokojenými svobodnými kozáky u řeky Donu se začaly objevovat tisíce uprchlých rolníků, kteří prchali před daněmi, reformami a omezováním svobody. Dne 6. července 1707 car Petr I. Veliký vydal dekret o pátrání po uprchlících v donských městech. Car jmenoval knížete Jurije Dolgorukova odpovědnou osobou za vymáhání dekretu. 
V září 1707 dorazil kníže Dolgorukov v čele vojenského oddílu do Čerkasska a oznámil carův dekret donskému atamanu Maksimovi, který mu přislíbil pomoc se stíháním uprchlých rolníků.
Dolgorukov vytáhl se svými vojáky na kozácké osady na Horním Donu a pochytal dva tisíce rolníků a dezertérů. Další tisíce uprchlíků se schovalo ve stepích a roklích, nakonec se připojovalo k oddílu bachmutského setníka Kondratije Bulavina.

## Průběh povstání

### První fáze
Dne 8. října 1707 Bulavinův oddíl (asi 150 osob) napadl a zničil předvoj vojáků knížete Dolgorukova, který se na noc zastavil v Šulgince. Vojáci včetně knížete byli kozáky zajati a následně pobiti. Po Bulavinově vzoru začali další donští kozáci spolu s uprchlými rolníky útočit na vojáky a zabíjet je. Na kritiku kozáckého vedení, že po útocích bude následovat velká trestná výprava, se Bulavin rozhodl vytáhnout s kozáky na Moskvu přes Voroněž. Podařilo se mu shromáždit pod svým velením asi dva tisíce kozáků a uprchlých vojáků.
Ataman Lukjan Maksimov shromáždil velký oddíl kozáků a Kalmyků věrných carovi a bojoval s povstalými kozáky. Kyjevská gubernie byla uvedena do stavu obležení. Na řece Ajdar, nedaleko Zakotnoje, se Bulavinovi povstalci střetli s Maksimovými kozáky věrnými carovi. Začalo vyjednání a drobné potyčky. Ráno Bulavinovi kozáci uprchli. Atamanovi Maksimovi se podařilo zajmout 230 vzbouřenců, některé z nich nechal popravit a ostatní zmrzačit.
Bulavin s pouhými 13 zbylými kozáky dorazil v prosinci do Záporožské Síče a přezimoval v Kodaku. Odtud po celou zimu rozesílal dopisy na všechny strany, kde sliboval zářnou kozáckou budoucnost a požadoval pomoc a podporu. V Záporožské Síči vyvolalo Bulavinovo chování nejednoznačnou reakci. Kozácká elita vyjadřovala nespokojenost, že na jejich území je Bulavinovi poskytován úkryt. Ale mezi obyčejnými kozáky rostla Bulavinova obliba.

### Druhá fáze
Dne 4. dubna 1708 se Bulavin a záporožský ataman Ščuka přesunuli na východ směrem k řece Don. Vyhnuli se bitvě s kozáky věrnými carovi a Bulavin dovedl své povstalecké vojsko k městečku Pristanskij na břehu řeky Chopjor, kde se setkal s atamanem Lukjanem Chochlachem, který se k němu se svými kozáckým oddílem přidal. Bulavinovi se podařilo shromáždit až 20 000 povstalců.
Dne 12. dubna 1708 byl kníže Vasilij Vladimirovič Dolgorukov odvolán z carské armády a jmenován velitelem trestného tažení proti povstalcům. Byl to bratr knížete Jurije Dolgorukova, který byl povstalci zabit. Kníže Vasilij Dolgorukov dostal od cara k dispozici dva moskevské pluky, 400 dragounů z Voroněže, dva ukrajinské pluky vedené hetmanem Ivanem Mazepou a brigádu tzv. slobodských kozáků. Krom toho car Petr I. vydal nařízení šlechticům, dvořanům a všem ostatním lidem, aby šli na Don proti povstalcům.
Celkem měl kníže Vasilij Dolgorukov k dispozici asi 32 000 mužů.
Mezitím Bulavinova postalecká armáda dorazila do Čerkassku, oblehla ho a rychle dobyla. Kozáci atamana Lukjana Maksimova byly poraženi a sám ataman Maksimov byl spolu s mnoha dalšími kozáky popraven. Bulavin byl pak zvolen atamanem Donského vojska místo popraveného Maksimova. Část kalmyckého jezdectva se pokusila vzbouřencům vzdorovat, ale vzhledem k Bulavinově početní převaze se raději Kalmykové stáhli k Saratovu.
Ataman Bulavin rozdělil své povstalce na tři části:
- Směr Volha proti Kalmykům, kteří byli věrní carovi. Oddíly vedli atamani Ignat Někrasov, Ivan Pavlov a Lukjan Chochlach (celkem 3,5 tis. mužů). Ve dnech 12. a 13. května 1708 obsadili Dmitrijevsk a 26. května oblehli Saratov, který ale nedokázali dobýt. Přesunuli se proto k Caricynu, který dobyli 7. června. Caricynský vojvoda Afanasij Turčeninov byl vzbouřenými kozáky popraven.
- Směr Severský Doněc byl veden atamany Semjonem Draným a Nikolajem Golym, kteří se vydali na Severský Doněc a v noci 8. černa 1708 u osady Valujki porazili slobodské kozáky. Právě tato skupina se poprvé střetla s přesilou knížete Dolgorukého. Dne 25. června se oddíl o síle 6,5 tisíc kozáků vedených atamanem Dranyjem střetl u města Tor s vojáky knížete Dolgorukého. Bitva skončila 2. července, povstalci byli poraženi, padlo více než tisíc kozáků, včetně samotného atamana Dranyje. Atamanova smrt vyvolala mezi povstalci poraženecké nálady a vedla ke spiknutí s cílem zavraždit samotného atamana Bulavina.
- Směr Azov vedl osobně ataman Bulavin. Dne 6. července zaútočil na Azov, ale nepodařilo se mu ho dobýt. Část jeho kozáků, která již věděla o smrti atamana Dranyje v bitvě u Toru, se bála carovy odvety a proto se spikla proti Bulavinovi a vtrhla do Bulavinova domu v Čerkassku, kde ho zabila. Podle některých zdrojů spáchal Bulavin raději sebevraždu, když viděl, že spiklenci obkládají jeho atamanský dům v Čerkassku rákosím, aby ho zapálili. Bulavinovo tělo, aby se potvrdila jeho smrt, bylo převezeno do Azovu a tam po useknutí hlavy pověšeno za nohu.[2]

### Třetí fáze (po Bulavinově smrti)
Po Bulavinově smrti se vůdcem povstání stal ataman Ignat Někrasov, který zůstal v Caricynu. Kozáci se nemohli shodnout v dalším postupu. Ataman Pavlov s částí kozáků se rozhodl opevnit v Caricynu a Ignat Někrasov se rozhodl vrátit na Don. 
Carská armáda přesunutá z Astrachaně dobyla v létě 1708 Caricyn a Pavlov se svými kozáky musel uprchnout, aby se znovu přidal k Někrasovcům. Vzbouřenci byli v několika bitvách poraženi a po neustálém ustupování se stáhli na Kubáň, která v té době patřila Krymskému chanátu. Část kozáků pod vedením atamana Nikolaje Golého ještě vzdorovala u Doněcku, ale nakonec byli zmasakrováni a poraženi.

## Politické a sociální důsledky
Bulavinovo povstání se podobalo povstání Stěnky Razina o generaci dříve. V obou případech se jednalo o kozácká povstání namířená proti vnucující se vládní instituci a poháněná nepřátelstvím k bídnému stavu života rolníků. Obě povstání připravily půdu pro Pugačovovo povstání.
V reakci na povstání car Petr I. upevnil své sevření kozáckých států, což způsobilo, že asi dva tisíce kozáků pod vedením atamana Někrasova raději zůstalo pod ochranou Krymského chanátu. Potomci těchto Někrasovců se během Pugačovova povstání přestěhovali do Anatolie a usadili se poblíž Cařihradu, kde jejich tradiční kultura pokračuje i ve 21. století.
Bulavinovo povstání bylo brutálně potlačeno, mnoho donských osad bylo zničeno, část území (především podél Severního Doňce) byla odebrána donským kozákům a uprchlí rolníci byli vráceni statkářům. Don tak ztratil svou nezávislost.